# Archarius pyrrhoceras
Archarius pyrrhoceras is een keversoort uit de familie Curculionidae. Deze soort werd wetenschappelijk beschreven door Marsham in 1802. Waardplanten zijn onder andere verschillende inheemse eiken.

## Kenmerken
Mannetjes zijn iets kleiner (1,6-2,2 mm) dan vrouwtjes (1,6-2,4 mm). 

## Levenswijze
Volwassenen zijn actief van maart tot oktober. Ze voeden zich met bladknoppen en bladeren. De paring vindt plaats in mei en vrouwtjes leggen eieren in gallen geproduceerd door de wesp Cynips quercusfolii en mogelijk ook andere soorten. Meestal bezetten meerdere larven een gal. Zodra ze volgroeid zijn boren ze (in de zomer) uit de gallen, vallen op de grond en verpoppen zich in een ondergrondse cel. De resulterende volwassenen kunnen in de cel blijven of actief worden voor de winter.

## Verspreiding
Het is een algemeen voorkomende soort van laaglanden tot 700 meter hoogte in het grootste deel van Europa, zich noordwaarts uitstrekkend tot in Fennoscandinavië en wijdverbreid in het Middellandse Zeegebied van Noord-Afrika.